# 房宁
房宁（1957年6月—），北京人，首都师范大学政教系毕业，曾在美国游学，现任中国社科院政治学研究所所长、中国政治学会副会长，2007年起享受国务院政府特殊津贴。

## 生平
1957年，房宁出生在北京市的一个中医世家。文化大革命爆发后，上山下乡运动，房宁到北京市郊区上地村参加农业劳动，恢复高考之后，房宁考入北京师范学院政教系（今首都师范大学），毕业后留校任教。1987年，房宁远赴美国游学，1990年，房宁升格为北京师范学院副教授，1994年，房宁升格为教授，2001年，房宁出任中国社会科学院任政治学所副所长。

## 思想

### 政改问题
房宁认为中国政治模式已经形成，以苏联解体为教训指出中国大陆不能迷信改革、中国坚决不能搞西方多党制， 后在《人民日报》发表专文《大力推进社会主义民主政治建设：沿着中国特色社会主义伟大道路奋勇前进》中提出“三统一”、“四制度”、“五不搞”，指出中国大陆“不搞多党轮流执政、不搞指导思想多元化、不搞‘三权鼎立’和两院制、不搞联邦制、不搞私有化”。 认为中国大陆的政治体制必须“分清中国特色社会主义民主同西方资本主义民主之间的界限”。 并且指出中国特色政治制度是是世界最好的民主制度。

### 军队国家化问题
房宁反对军队国家化，认为这是一个“假问题”，中国人民解放军必须听从中国共产党的指挥。

### 重庆模式问题
房宁支持薄熙来在重庆市唱红打黑，指出“现阶段的‘唱红’并不是简单作为一种意识形态的宣示，而是一种文化自觉和文化建构。不能把‘唱红’看作是为了某种政策制造意识形态氛围。那样看就太离谱了。‘唱红’，正是中国特色社会主义价值观的一个很好载体。”，否认唱红打黑是文化大革命的延续和左倾。对薄熙来在重庆市采取的“共同富裕”措施深表期许。

### 法治和人治
面对习近平等新一届政府提出的建立“法治中国”的理念，房宁反对纯粹法治社会，主张人治和法治结合，指出：“不能说法治比人治好，人治比法治坏。不能把人治妖魔化，把法治神圣化。”

## 作品
- 《现代西方政治思想》
- 《现代资本主义发展引论》
- 《政治学分析教程》
- 《全球化阴影下的中国之路》
- 《邓小平人权理论学习读本》
- 《“四个如何正确认识”学习读本》